# سندرم سنجد-سقطی
سندرم سَنجَد-سقطی (انگلیسی: Sanjad-Sakati syndrome) یک اختلال نادر ژنتیکی از نوعِ اتوزومال مغلوب است که در نوزادان خاورمیانه‌ای دیده می‌شود. این بیماری نخستین بار در سال ۱۹۸۸ میلادی در عربستان سعودی توصیف شد اما نمونه‌هایی از آن در قطر، کویت، عمان و سایر نقاط دیده شده‌است. علت بروز این سندرم جهش یا حذف ژن سازندهٔ TBCE است که بر روی کروموزوم شمارهٔ ۱ انسان قرار دارد.
این سندرم با علائم سه‌گانهٔ اصلی «تأخیر در رشد و کم‌توانی ذهنی»، «کم‌کاری غده پاراتیروئید» و «بدشکلی اعضاء بدن» مشخص می‌شود.
کودکان مبتلا به این سندرم به سبب کم‌کاری غده پاراتیروئید، دچار هیپوکلسمی و تتانی یا تشنج ناشی از کمبود کلسیم، کم‌توانی شدید ذهنی و بدشکلی یک یا چند عضو بدن هستند. به این بدشکلی، اصطلاحاً «دیس‌مورفیسم» می‌گویند که در این کودکان در ناحیهٔ صورت و چهره بارزتر است و شامل این موارد است:
- صورت باریک و دراز
- چشمان کوچک و گودرفته
- بینی منقاری
- گوش‌های بزرگ و شُل
- کلهٔ کوچک (میکروسفالی) و
- لب‌های نازک با گودی زیر دماغی بلند

سایر موارد شامل اختلال یا کندی رشد، دست و پاهای کوچک با انگشتان بلند و مخروطی و ناهنجاری‌های دندانی به‌صورت بدجفتی و نامنظمی دندان‌ها. این کودکان اغلب دچار کمبود هورمون رشد هستند.
این سندرم نام خود را از «سامی سنجد» (متخصص اطفال لبنانی-آمریکایی) و «نادیه عونی سقطی» (متخصص اطفال سوریه‌ای-سعودی) می‌گیرد که نخستین بار این بیماری را یافته و شرح دادند.